# Jordaans kenteken

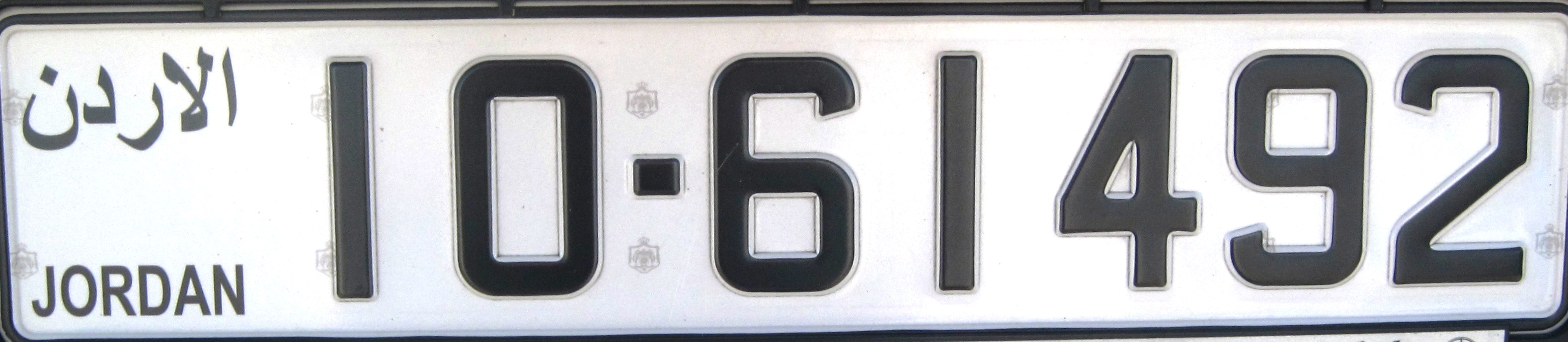
Plaat voor privé-voertuigen

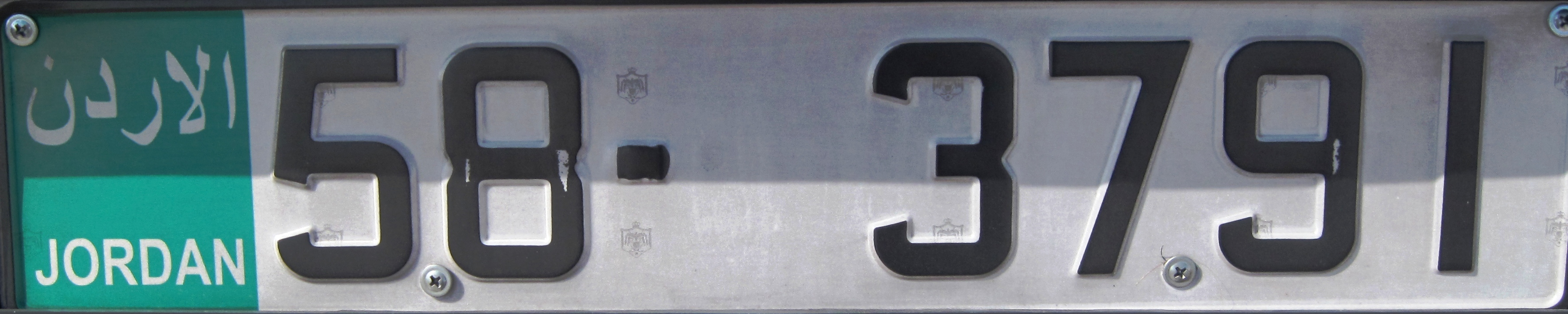
Plaat voor commerciële voertuigen

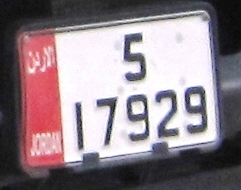
Plaat voor overheidsvoertuigen

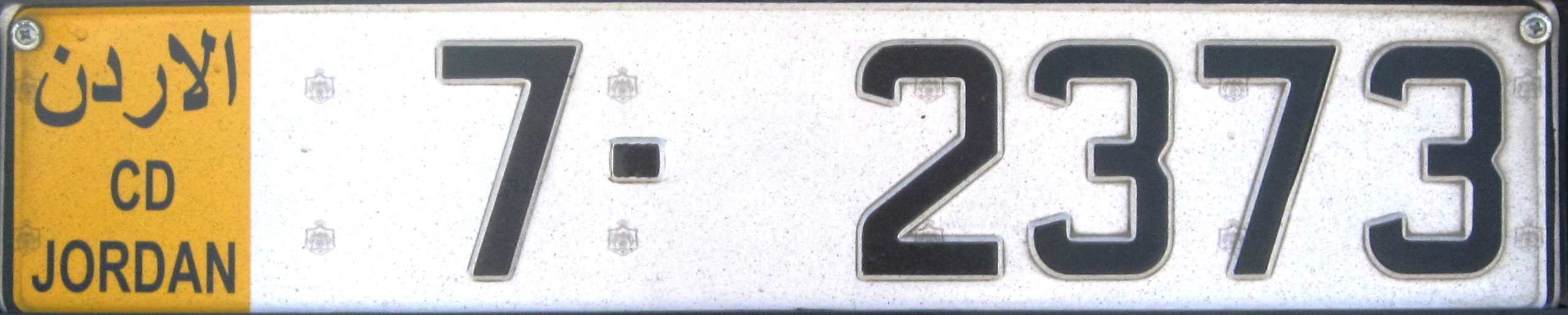
Plaat voor diplomatieke voertuigen

Het huidige Jordaans kenteken is er sinds 2007. Het bestaat uit een witte kentekenplaat met zwarte cijfers. Aan de linker kant staat in het Latijns alfabet JORDAN en in het Arabisch de landsnaam.

## Verschillen
| Kleur van linker vlak | Type                 |
| --------------------- | -------------------- |
| Wit                   | Privé-voertuig       |
| Rood                  | Overheidsauto        |
| Groen                 | Commercieel voertuig |
| Geel en de letters CD | Diplomatiek voertuig |